# 安武方清
安武 方清（やすたけ かたきよ/ほうせい）は、戦国時代から江戸時代前期にかけての武将。大友氏、立花氏の家臣。筥崎座主、法印、大僧正。

## 略歴
父は安武鎮政とされ、父母が離縁した後、母が立花道雪の継室として再嫁したため、その養子となる。後に大友義鎮（宗麟）の従兄弟で筥崎座主・麟清の養子となる。
天正6年（1578年）12月1日、龍造寺隆信と秋月種実と筑紫廣門の連合軍が筑前国に侵攻する際、道雪の命令により、自身の組織する箱崎党400余名の兵を率いて立花山城に籠城した。
天正14年（1586年）から始まる島津氏の筑前国侵攻時には、道雪の継承者・立花宗茂を協力のため再度箱崎党400余名の兵を率いて立花山城に籠城した。
天正15年（1587年）8月には大僧正となる。
小早川隆景が筑前の国主となると、天正19年（1591年）箱崎と多々良に新たな橋を建てた際に、その現場指揮に当たった。
のち立花宗茂に従って筑後柳川に行く、朝鮮派兵で碧蹄館の戦いに無嗣のまま戦死した立花・戸次一門の立花鎮林（戸次鎮林）の跡を継ぐ。
慶長5年（1600年）の関ヶ原の戦いの後、立花宗茂が改易されると、その翌年に出家して茂庵と称し、家督を嫡男・豪清に譲った。元和6年（1620年）、立花宗茂が陸奥国棚倉から柳川藩主となった際に、茂庵は200石を賜る。茂庵の養子である東蔵人豪清も300石を賜る。
子孫は柳川藩士として仕えた。茂庵の名は現在も柳川市茂庵町（茂庵小路）として残っている。